# It's All Relative
It's All Relative (exibido no Brasil como o nome de Casal Gay) é um seriado produzido pela Warner, exibido nos Estados Unidos pelo canal ABC, que já foi exibido no Brasil pelo canal Sony Entertainment Television e pelo SBT. 

## Guia de Episódios
| Título                              | Escritores                         | Diretor                 | Estréia              | Obs.                                        |
| ----------------------------------- | ---------------------------------- | ----------------------- | -------------------- | ------------------------------------------- |
| Pilot                               | Chuck Ranberg, Anne Flett-Giordano | Andy Cadiff             | 1 de Outubro 2003    | Gravado no dia 14 de Julho de 2003          |
| Truth and Consequences              | Barton Dean                        | Steve Zuckerman         | 8 de Outubro 2003    |                                             |
| Hell's Kitchen                      | Ken Levine, David Isaacs           | Steve Zuckerman         | 15 de Outubro 2003   |                                             |
| Take Me Out                         | Jon Fener, Josh Bycel              | Steve Zuckerman         | 22 de Outubro 2003   |                                             |
| The Doctor Is Out                   | Ellen Byron                        | Lissa Kapstrom          | 29 de Outubro 2003   |                                             |
| Waking Uncle Paddy                  | Barton Dean                        | Barnet Kellman          | 5 de Novembro 2003   |                                             |
| Swangate                            | Josh Bycel, Jonathan Fener         | Barnet Kellman          | 12 de Novembro 2003  |                                             |
| Road Trippin'                       | Lissa Kapstrom, Ellen Byron        | Barnet Kellman          | 19 de Novembro 2003  |                                             |
| Thanks, But No Thanks               | Anne Flett-Giordano, Chuck Ranberg | Andy Cadiff             | 26 de Novembro 2003  |                                             |
| Artistic Differences                | Jordan Hawley, Wil Schifrin        | Andy Cadiff             | 10 de Dezembro 2003  |                                             |
| The Santa That Came to Dinner       | Ken Levine, David Isaacs           | Ken Levine              | 17 de Dezembro 2003  |                                             |
| What's Up                           | Anne Flett-Giordano                | Philip CharlesMacKenzie | 7 de Janeiro 2004    |                                             |
| And Our Sauce, It Is a Beauty       | Michael Markowitz                  | Bob Koherr              | 14 de Janeiro 2004   |                                             |
| Ready, Aim, Sing!                   | Michael Markowitz                  | Barnet Kellman          | 21 de Janeiro 2004   |                                             |
| Tackleboxxx / The Love Below        | Michael Markowitz                  |                         | 28 de Janeiro 2004   | Title name after an Outkast album           |
| Cross My Heart                      | Jayme Petrille                     | Ken Levine              | 11 de Fevereiro 2004 |                                             |
| A Long Day's Journey Into Leonard's | Charlie Hauck                      | Barnet Kellman          | 18 de Fevereiro 2004 |                                             |
| Oscar Interruptus                   |                                    |                         | 25 de Fevereiro 2004 |                                             |
| Who's Camping Now                   |                                    |                         | 30 de Março 2004     |                                             |
| Philip in a China Shop              | Barton Dean, Josh Bycel            | Barnet Kellman          | 6 de Abril 2004      | O seriado foi cancelado após este episódio. |
| Doggy-Style                         | Barton Dean                        | Leonard R. Garner Jr.   | Não exibido          |                                             |
| Fight For Your Invite to Party      | Lissa Kapstrom, Ellen Byron        | Barton Dean             | Não exibido          | Último episódio produzido.                  |